# Parafia św. Józefa w Chicago
Parafia św. Józefa w Chicago (ang. St. Joseph's Parish) – parafia rzymskokatolicka położona w Chicago w stanie Illinois, Stany Zjednoczone.
Jest ona wieloetniczną parafią w południowo-zachodniej dzielnicy Chicago, z mszą św. w j. polskim dla polskich imigrantów. Opiekę duszpasterską sprawują Misjonarze Najświętszego Serca Jezusowego. 
Parafia została poświęcona św. Józefowi.